# Providence College
Providence College es una universidad privada católica, de la Orden de Predicadores (dominicos), ubicada en Providence (Rhode Island) (Estados Unidos de América).

## Historia
La universidad fue fundada en 1917 gracias al esfuerzo conjunto de la diócesis de Providence y de la provincia de San José de los Dominicos, con el visto bueno del Papa Benedicto XV.

## Campus
Ocupa 105 acres en Smith Hill, el punto más alto de Providence, en el barrio de Elmhurst. Incluye 44 edificios. 21 de ellos son edificios académicos y administrativos, 9 son residencias estudiantiles tradicionales, 6 son residencias tipo apartamentos, 5 son casas de los Dominicos, y 3 son instalaciones deportivas.

## Deportes
La universidad compite en División I de la NCAA, en la Big East Conference en baloncesto masculino y femenino, campo a través masculino y femenino, hockey sobre hierba femenino, fútbol masculino y femenino, sóftbol femenino, natación masculina y femenina, tenis femenino, atletismo masculino y femenino, y voleibol femenino. En hockey sobre hielo masculino y femenino compite en la Hockey East, mientras que en lacrosse masculino lo hace en la Metro Atlantic Athletic Conference.
Ha obtenido un campeonato nacional, en campo a través femenino, en 1996.